# Bonaventura Foffa
Bonaventura III. Foffa OSB (* 24. August 1828 in Müstair; † 28. September 1887 in Bregenz) war ein schweizerisch-österreichischer Benediktinermönch. Von 1881 bis zu seinem Tod war er Abt der Abtei Muri-Gries bei Bozen (Südtirol).
Der Sohn des Johann Baptist Foffa und der Maria Anna Höllriegel aus Taufers besuchte das Gymnasium der Abtei Marienberg bei Mals. Die Profess legte er 1849 in der Abtei Muri-Gries ab, wo er auch Theologie studierte. Die Priesterweihe folgte 1851, woraufhin er als Lektor der Philosophie und in St. Georgen als Katechet tätig war. Ab 1856 amtierte er als Subprior, Novizenmeister und Lektor der Theologie. Foffa wurde 1860 zum Dekan ernannt. Nach mehr als zwei Jahrzehnten in diesem Amt folgte am 27. Juli 1881 die Wahl zum Abt von Muri und Prior von Gries. Als Mitglied des Prälatenstandes zog er 1883 in den Landtag von Tirol ein. Er starb im Kapuzinerkloster in Bregenz.